# Faryd Mondragón
Faryd Aly Camilo Mondragón (Cali, 21 juni 1971) is een Colombiaans voormalig voetballer met een Libanese achtergrond. Hij speelde als doelman. In 1993 debuteerde hij in het Colombiaans voetbalelftal.

## Clubcarrière
Mondragón begon zijn carrière bij Deportivo Cali in zijn geboorteland. Daarna ging hij spelen voor Independiente Santa Fe. Weer later vertrok hij naar Cerro Porteño, in Paraguay. Daarna ging hij naar Argentinië om te spelen voor Argentinos Juniors en Independiente. Na het Argentijnse avontuur vertrok hij naar Europa. Hij ging spelen voor het Spaanse Real Zaragoza. Bij Real Zaragoza speelde hij in totaal dertien wedstrijden. Toen Mondragón vertrok bij Real Zaragoza ging hij spelen voor het Franse FC Metz. In 2001 verliet hij FC Metz voor Galatasaray SK. Daar speelde hij in zes seizoenen 185 competitieduels. Begin 2011 trok hij naar de Verenigde Staten, waar Mondragón tekende bij Philadelphia Union. In januari 2012 besloot hij terug te keren naar zijn vaderland. Hij tekende op 41-jarige leeftijd bij Deportivo Cali. Ook daar was hij een vaste kracht, met onder meer veertig gespeelde competitiewedstrijden in 2013.

## Interlandcarrière
Mondragón maakte zijn debuut in het Colombiaans voetbalelftal op 21 mei 1993 in een vriendschappelijke wedstrijd tegen Venezuela (1–1). Hij werd geselecteerd voor de WK-eindronden van 1994 en 1998.
Bijna een jaar voor zijn debuut in de A-selectie nam hij met Colombia deel aan de Olympische Spelen in Barcelona (Spanje). Daar strandde de ploeg onder leiding van bondscoach Hernán Darío Gómez in de voorronde, na nederlagen tegen de latere olympisch kampioen Spanje (0–4) en Egypte (3–4) en een gelijkspel tegen Qatar (1–1). Mondragón speelde alleen mee in het laatste groepsduel van Colombia tegen Egypte; Miguel Ángel Calero kreeg in de eerste twee duels de voorkeur. In mei 2014 werd hij door bondscoach José Pékerman opgenomen in de selectie voor het wereldkampioenschap in Brazilië. Op 25 juni 2014 mocht hij in de derde groepswedstrijd tegen Japan enkele minuten voor het einde van het duel invallen voor David Ospina, waardoor hij de oudste speler op een WK-eindronde werd met een leeftijd van 43 jaar en drie dagen. Dat record werd hem vier jaar later ontnomen, toen de 45-jarige keeper Essam El-Hadary van Egypte mocht meespelen in het afsluitende groepsduel tegen Saoedi-Arabië.
Colombia bekerde nog door tot de kwartfinale, waarin de ploeg op 4 juli 2014 met 2-1 verloor van gastland Brazilië. Mondragón kwam niet meer in actie. Een dag na de uitschakeling maakte hij bekend dat hij stopte met voetballen.

## Erelijst
Independiente
- Recopa Sudamericana: 1995
- Supercopa Libertadores: 1995

 Galatasaray
- Süper Lig: 2001/02, 2005/06
- Türkiye Kupası: 2004/05

 Deportivo Cali
- Superliga Colombiana: 2014